# Wilhelm Löbbe

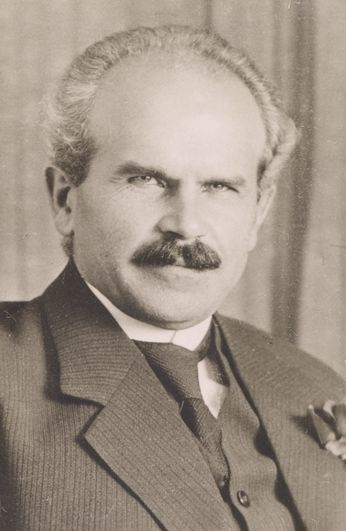
Wilhelm Löbbe

Wilhelm Löbbe (* 1890 in Oberaden; † 1950 in Bochum) war ein deutscher Konstrukteur, Erfinder und Manager in der Maschinenbau-Industrie.

## Leben
Von 1904 bis 1906 lernte Wilhelm Löbbe das Schlosserhandwerk bei der Gewerkschaft Eisenhütte Westfalia in Lünen (damals noch Altlünen, Ortsteil Wethmar). Von 1909 bis 1911 war er bei der Maschinenfabrik Deutschland in Dortmund und der Firma Eisenkonstruktion in Altenderne-Oberbecker, der späteren Harpener Bergbau AG, tätig. Von 1912 bis 1914 besuchte er die Maschinenbauschule Elberfeld-Barmen und arbeitete danach in der Maschinenfabrik Pilgrim in Lüdinghausen.
1919 wurde er Betriebsassistent im Konstruktionsbüro der Gewerkschaft Eisenhütte Westfalia. Nachdem er zwischenzeitlich von 1920 bis 1921 gemeinsam mit seinem Bruder in Bramsche ein eigenes Unternehmen für Wasserturbinen und Textilmaschinen geführt hatte, wurde er Leiter dieses Konstruktionsbüros. Er stieg zum Oberingenieur, 1927 zum Prokuristen und 1948 zum Technischen Direktor auf.
Nachdem 1931 die Produktion von Maschinen zur Kohlengewinnung und Abbauförderung unter Tage begonnen hatte, entwarf Löbbe zahlreiche Konstruktionspläne für Bergwerksmaschinen, zuletzt den Westfalia-Schnellhobel, auch „Löbbe-Hobel“ genannt.

## Ehrungen
Im Jahre 1957 zeigte eine 20-D-Pfennig (+ 10-D-Pfennig) Sonderbriefmarke (Wohlfahrtsbriefmarke) der Deutschen Bundespost im Rahmen der Aktion „Helfer der Menschheit“ eine Abbildung des Löbbe-Hobels.
In Lünen ist die Wilhelm-Löbbe-Allee nach dem Ingenieur benannt.
Im Bergkamener Ortsteil Heil gibt es die Wilhelm-Löbbe-Straße.